# Bisdom Nardò-Gallipoli
Het bisdom Nardò-Gallipoli (Latijn: Dioecesis Neritonensis-Gallipolitana; Italiaans: Diocesi di Nardò-Gallipoli) is een in Italië gelegen rooms-katholiek bisdom met zetel in de stad Nardò. Het bisdom behoort tot de kerkprovincie Lecce en is, samen met de aartsbisdommen Otranto en Brindisi-Ostuni en het bisdom Ugento-Santa Maria di Leuca, suffragaan aan het aartsbisdom Lecce.

## Geschiedenis
Het bisdom Nardò werd opgericht op 13 januari 1413 door tegenpaus Johannes XXIII uit het Benedictijner klooster Santa Maria di Nardò. Al in 1387 had tegenpaus Clemens VII het klooster tot bisdom verheven, maar deze maatregel verloor zijn rechtsgeldigheid in 1401. Op 27 februari 1674 werd in Nardò een priesterseminarie gesticht. Op 30 september 1986 werd het bisdom Nardò door de congregatie voor de Bisschoppen met het decreet Instantibus votis samengevoegd met het bisdom Gallipoli.

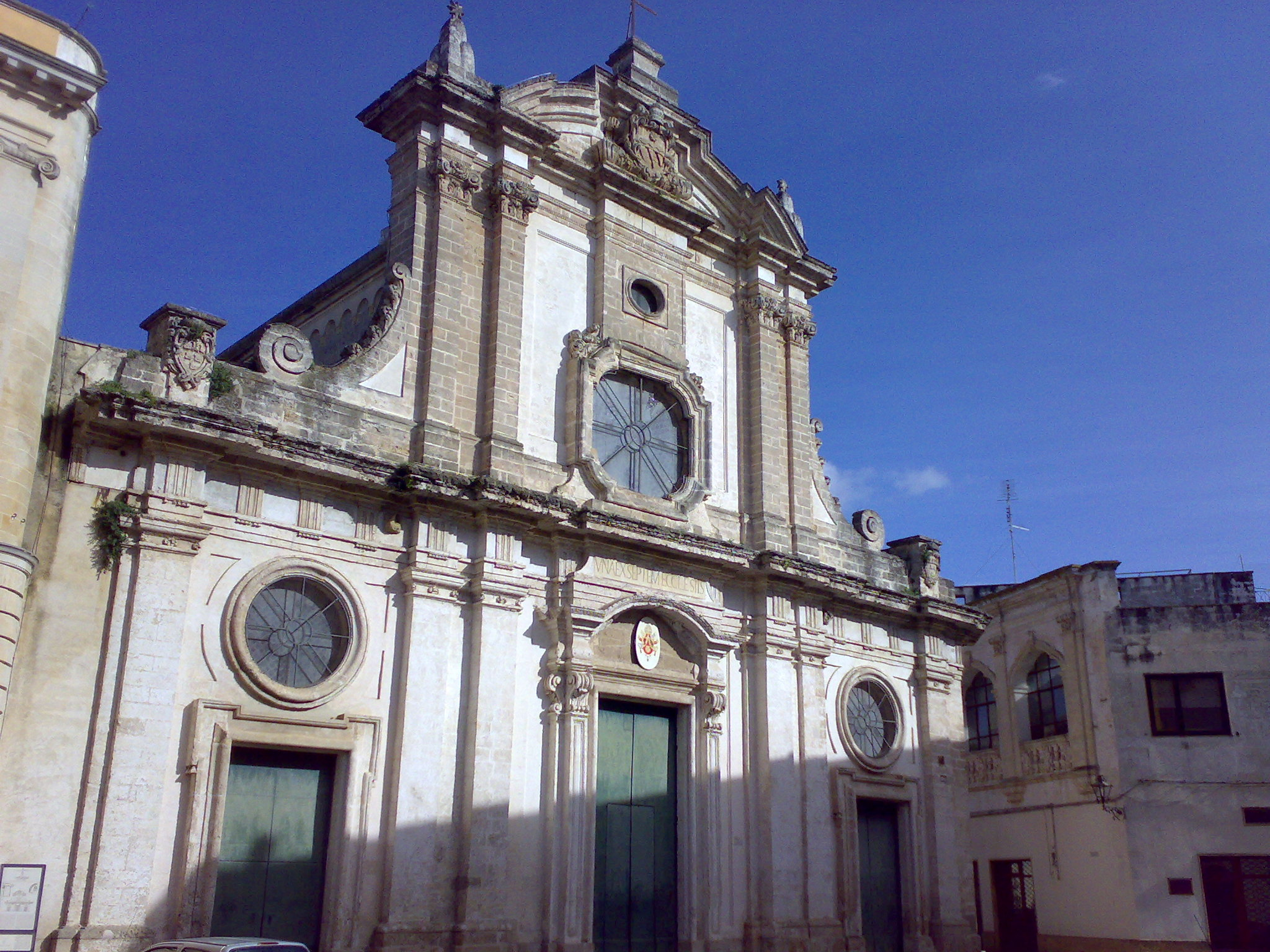
Kathedraal van Nardò
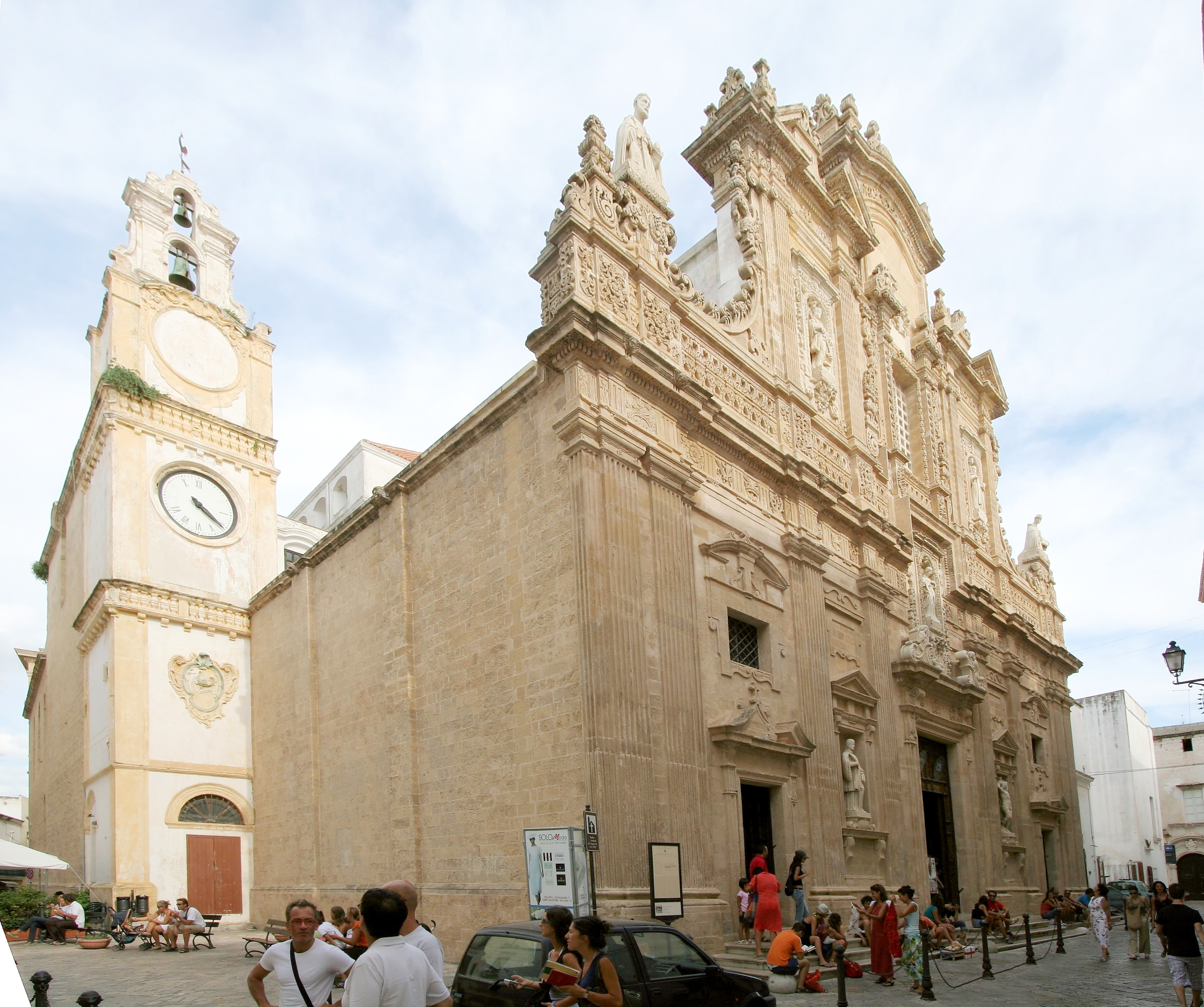
Cokathedraal van Gallipoli

## Bisschoppen van Nardò-Gallipoli
- 1859-1872: Valerio Laspro (bisschop van Gallipoli)
- 1962-1983: Antonio Rosario Mennonna (bisschop van Nardò)
- 1986–1994: Aldo Garzia (sinds 1982 bisschop van Gallipoli en sinds 1983 bisschop van Nardò)
- 1995–1999: Vittorio Fusco
- 2000–2013: Domenico Caliandro
- 2013–heden: Fernando Tarcisio Filograna